# 多马坦 (索姆省)
多马坦（法語：Dommartin，法語發音：[dɔ̃maʁtɛ̃] ⓘ）是法国上法蘭西大區索姆省的一个市镇，属于亚眠区。

## 地理
多马坦（49°48'3"N, 2°23'28"E）面积6.55 平方千米，位于法国上法蘭西大區索姆省，该省份为法国北部沿海省份，北起加来海峡省和北部省，西接滨海塞纳省和大西洋英吉利海峡，南至瓦兹省，东临埃纳省。
与多马坦接壤的市镇（或旧市镇、城区）包括：科唐希、富昂康、阿耶、勒米安库尔、鲁夫雷勒。
多马坦的时区为UTC+01:00、UTC+02:00（夏令时）。

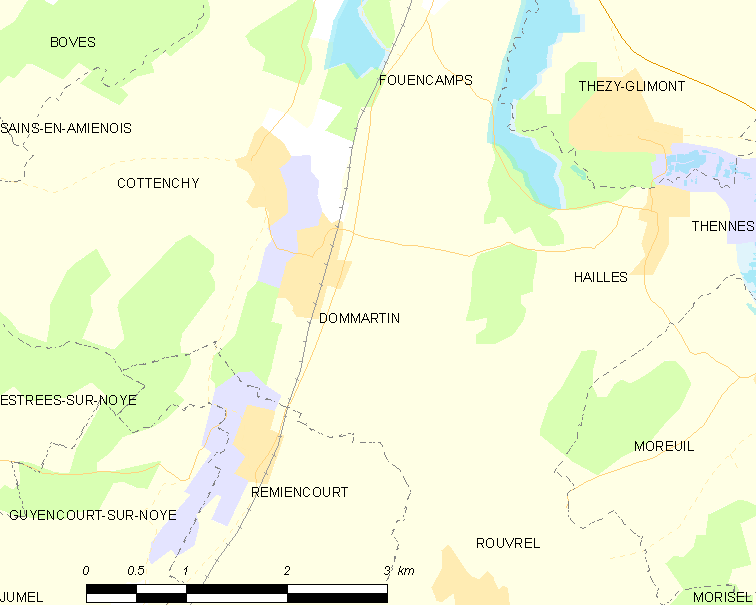
多马坦的OSM定位图

## 行政
多马坦的邮政编码为80440，INSEE市镇编码为80246。

## 政治
多马坦所属的省级选区为努瓦河畔阿伊县。

## 人口

1962-2008年间多马坦人口变化图示

多马坦于2022年1月1日时的人口数量为342人。